# Survivor India
Survivor India es la versión india del reality Survivor de Estados Unidos. La serie se estrenó el 6 de enero de 2012 en Star Plus . La muestra está organizada por Sameer Kochhar . El show es producido por Miditech Iberia. Ltd. y se emite en las noches de fin de semana. Al igual que muchos de sus homólogos, el programa tiene un número determinado de concursantes varados en una zona aislada para un número predeterminado de días hasta que uno se queda y se le da el título Survivor Sole. Aparte del título, el ganador también recibe Symbol.svg Rupia india 1 millones de rupias.

## Temporadas
| Temporada | Presentador    | Inicio             | Final               | Días | Participantes | Sole Survivor |
| --------- | -------------- | ------------------ | ------------------- | ---- | ------------- | ------------- |
| 1         | Sameer Kochhar | 6 de enero de 2012 | 17 de marzo de 2012 | 45   | 22            | Raj Rani      |